# Boston-Marathon 2007
Der Boston-Marathon 2007 war die 111. Ausgabe der jährlich stattfindenden Laufveranstaltung in Boston, Vereinigte Staaten. Der Marathon fand am 16. April 2007 statt und war der erste World Marathon Majors des Jahres.
Bei den Männern gewann Robert Kipkoech Cheruiyot in 2:14:13 h und bei den Frauen Lidija Grigorjewa in 2:29:18 h.

## Ergebnisse

### Männer
| Platz | Athlet                    | Land               | Zeit (h) |
| ----- | ------------------------- | ------------------ | -------- |
| 01    | Robert Kipkoech Cheruiyot | Kenia              | 2:14:13  |
| 02    | James Kipsang Kwambai     | Kenia              | 2:14:33  |
| 03    | Stephen Kiogora           | Kenia              | 2:14:47  |
| 04    | James Koskei              | Kenia              | 2:15:05  |
| 05    | Teferi Wodajo             | Äthiopien          | 2:15:06  |
| 06    | Benjamin Maiyo            | Kenia              | 2:16:04  |
| 07    | Ruggero Pertile           | Italien            | 2:16:08  |
| 08    | Peter Gilmore             | Vereinigte Staaten | 2:16:41  |
| 09    | Samuel Ndereba            | Kenia              | 2:17:04  |
| 10    | Robert Cheboror           | Kenia              | 2:18:07  |

### Frauen
| Platz | Athletin                 | Land               | Zeit (h)    |
| ----- | ------------------------ | ------------------ | ----------- |
| 01    | Lidija Grigorjewa        | Russland           | 2:29:18     |
| 02    | Jeļena Prokopčuka        | Lettland           | 2:29:58     |
| 03    | Madaí Pérez              | Mexiko             | 2:30:16     |
| 04    | Rita Jeptoo Sitienei     | Kenia              | 2:33:08     |
| 05    | Deena Kastor             | Vereinigte Staaten | 2:35:09     |
| 06    | Robe Tola                | Äthiopien          | 2:36:29     |
| 07    | Alice Chelangat Nyerechi | Kenia              | 2:38:07     |
| 08    | Ann Alyanak              | Vereinigte Staaten | 2:38:55     |
| 09    | Kristin Price            | Vereinigte Staaten | 2:38:57     |
| 10    | Mary Akor                | Vereinigte Staaten | 2:41:01     |
|       | Ljubow Denissowa         | Russland           | 2:38:00 DSQ |